# Ore no Sukato, Doko Itta?
Ore no Sukato, Doko Itta? (俺のスカート、どこ行った? lit. Mi falda, ¿dónde ha ido??), también conocida como My Skirt, Where Did It Go? o de forma abreviada OreSuka, es una serie de comedia dramática japonesa, transmitida por Nippon TV desde el 20 de abril hasta el 22 de junio de 2019. Fue protagonizada por Arata Furuta, Nao Matsushita, Mai Shiraishi, Ren Nagase y Renn Kiriyama, entre otros.
La serie discute temas como la homosexualidad, disforia de género, el travestismo, maltrato infantil, el acoso escolar y la homofobia, mayormente aligerados con un tono humorístico.

## Argumento
Nobuo Harada es un hombre gay y travesti de 52 años de edad que recientemente ha sido asignado como profesor de japonés en una escuela secundaria privada que promociona la diversidad. El extravagante y extraordinario Harada se muestra imbatible ante la autoridad y se propone a liberar los corazones afligidos de sus estudiantes. Sin embargo, deberá lidiar con los prejuicios de sus compañeros de trabajo y también de sus propios estudiantes, muchos de los cuales no desean tenerle como maestro. Entre estos estudiantes problemáticos se destaca Shūichi Akechi, quien no parará hasta ver a Harada renunciar.

## Reparto
- Arata Furuta como Nobuo Harada
- Nao Matsushita como Ayumi Nagai[5]
- Mai Shiraishi como Moe Satomi
- Jirō Okawara como Makoto Hirota
- Renn Kiriyama como Michiru Tanaka
- Ayaka Ōnishi como Amane Sagawa
- Mantarō Kōichi como Shin'ya Yano
- Yūta Tanokura como Sanshirō Okada
- Daisuke Nakagawa como Denji Sunaga
- Kōji Okura como Masatoshi Shōji
- Seiko Itō como Tsuzuri Terao[6]
- Yoshiyoshi Arakawa como Kenta Koga
- Yūki Katayama como Itō Harada
- Asahi Itō como Ichidō Yasuoka
- Rodie Miura como Windsor

Estudiantes
| - Ren Nagase como Shūichi Akechi - Shunsuke Michieda como Masayoshi Tōjō - Kento Nagao como Yūma Wakabayashi - Nichika Akutsu como Shin'nosuke Mitsuoka - Ren Sudō como Hajime Ushikubo - Kazuki Horike como Kazuma Komai - Shūto Mashima como Ren Takatsuki - Rikiya Tomizono como Haruki Ōtori - Shoryū Kuroda como Hokuto Kira - Shin'nosuke Kōno como Jun Ichinomori - Chikara Kanetaka como Yūtarō Iwaki - Yō Aoi como Taiki Hikone - Ōtsuka Tsugimo como Hayata Himeji - Kakeru Yoshida como Tenshin Karatsu - Nao Nakanishi como Shōgō Hanazawa | - Hikaru Takahashi como Yui Kawasaki - Aisa Takeuchi como Akane Imaizumi - Yumena Yanai como Momo Horie - Yūni Akino como Sumie Eguchi - Hina Miyano como Ema Odawara - Seina Kokufuda como Suzume Kiyotake - Yūra Someno como Maria Haga - Rūka Nishimura como Kotone Yamabuki - Kanon Maekawa como Nanami Takiyama - Nozomi Miyabe como Mugi Nagahama - Kisara Matsumura como Kaede Yuasa - Arisa Matsunaga como Matsuri Ōta - Asumi Kikuchi como Shūri Motegi - Ayaka Uda como Sayaka Komatsu - Fūka Yokoshima como Fumi Tsurugaoka |

## Lista de episodios
| Número | Título | Estreno             |
| ------ | --- | ------------------- |
| 1      | «Kinpachi, Yankumi wo Koeru!? Yabai Kōkō Kyōshi Shutsugen!» (金八、ヤンクミを超える!? ヤバい高校教師出現!)                             | 20 de abril de 2019 |
| 2      | «Wadai Futtō no Kyōshi ga Burakku Bukatsu ni Katsu! Namida no Kyūshutsu Geki!» (話題沸騰の教師がブラック部活に喝! 涙の救出劇!)         | 27 de abril de 2019 |
| 3      | «Haha Omoi Kōkōsei ga Fusei! Shūdan Kan'ningu VSKkatayaburi Kyōshi» (母思い高校生が不正! 集団カンニングVS型破り教師)                   | 4 de mayo de 2019   |
| 4      | «Kyōshi ga Tantei!? Shokugyō Taiken de Hanran Suru Seito to Kesshi no Shazai» (教師が探偵!? 職業体験で反乱する生徒と決死の謝罪)        | 11 de mayo de 2019  |
| 5      | «Okute Danshi ni Koi no Purode Yūsudai Sakusen! Namida no Kokuhaku!» (オクテ男子に恋のプロデュース大作戦! 涙の告白!)                   | 18 de mayo de 2019  |
| 6      | «Nobuo ga Bājinrōdo ni Ran'nyū Namida no Hanayome Kyūshutsu Sakusen!!» (のぶおがバージンロードに乱入 涙の花嫁救出作戦!!)               | 25 de mayo de 2019  |
| 7      | «Taigaku-todoke no Shinsō… Chichioya to Namida no Kessen Shinrai to Kizuna no Panchi!» (退学届の真相… 父親と涙の決戦信頼と絆のパンチ!) | 1 de junio de 2019  |
| 8      | «Bunkamatsuri de Josō!! Sensei no Shōgeki no Kaminguauto de Gōkyū…» (文化祭で女装!! 先生の衝撃のカミングアウトで号泣…)                 | 8 de junio de 2019  |
| 9      | «Dai Enjō! Tsuihō! Bōryoku Dōga no Shinsō Onshi ni Musume… Sōzetsu Kako» (大炎上! 追放! 暴力動画の真相恩師に娘…壮絶過去)               | 15 de junio de 2019 |
| 10     | «Shinu Made ni Yaritakatta Sotsugyōshiki… Gōkyū no Jā Ne» (死ぬまでにやりたかった卒業式…号泣のじゃあね)                                | 22 de junio de 2019 |

## Recepción
La serie recibió en su mayoría una buena acogida por parte del público y la crítica. El primer episodio acumuló un índice de audiencia de 10.9%, mientras que la audiencia promedio del episodio final fue de 8.7%.